# (15489) 1999 CJ78
A (15489) 1999 CJ78 a Naprendszer kisbolygóövében található aszteroida. A LINEAR projekt keretében fedezték fel 1999. február 12-én.